# NXT Deadline (2024)
WWE Deadline (2024) (stylizowany jako DEADL1NE) – trzecia gala wrestlingu w chronologii cyklu NXT Deadline wyprodukowana przez federację WWE dla zawodników z brandu NXT. Odbyła się 7 grudnia 2024 w Minneapolis Armory w Minneapolis w stanie Minnesota. Wydarzenie opierało się na Iron Survivor Challenge zarówno dla mężczyzn, jak i kobiet, czyli pięcioosobowym pojedynku, w którym wrestler próbuje zdobyć najwięcej punktów przed upływem 25-minutowego limitu czasu, aby zdobyć przyszły pojedynek o NXT Championship i NXT Women’s Championship.
Była to pierwsze wydarzenie WWE transmitowane na żywo w Minneapolis od czasu TLC: Tables, Ladders & Chairs w 2019 roku. Było to przedostatnie wydarzenie WWE transmitowane na żywo w WWE Network w tych obszarach, ponieważ jego zawartość zostanie przeniesiona do serwisu Netflix w styczniu 2025 roku. Było to również pierwsze ekskluzywne wydarzenie na żywo NXT, które wykorzystywało markę WWE.
Na gali odbyło się pięć walk. W walce wieczoru Giulia wygrała Iron Survivor Challenge kobiet, podczas gdy Oba Femi wygrał Iron Survivor Challenge mężczyzn w walce otwierającej. W innych ważnych walkach Lola Vice pokonała Jaidę Parker w NXT Underground matchu, a Trick Williams pokonał Ridge’a Hollanda, broniąc NXT Championship.

## Produkcja

### Tło
Deadline to coroczne wydarzenie wrestlingu zawodowego organizowane w grudniu przez amerykańską organizację promocyjną WWE dla jej rozwojowego brandu NXT od 2022 roku. Wydarzenie opiera się na Iron Survivor Challenge zarówno dla mężczyzn, jak i kobiet, czyli pięcioosobowym pojedynku, w którym wrestler próbuje zdobyć najwięcej punktów przed upływem 25-minutowego limitu czasu („deadline”), aby zdobyć przyszły pojedynek o NXT Championship i NXT Women’s Championship.
6 listopada 2024 roku na NXT 2300 WWE ogłosiło, że trzecie Deadline odbędzie się w sobotę 7 grudnia 2024 roku w Minneapolis Armory w Minneapolis w stanie Minnesota. Będzie to pierwsze wydarzenie WWE transmitowane na żywo w Minneapolis od czasu TLC: Tables, Ladders & Chairs w 2019 roku. Wydarzenie będzie transmitowane za pośrednictwem platform transmisji na żywo WWE, Peacock w Stanach Zjednoczonych i WWE Network w większości rynków międzynarodowych. Będzie to przedostatnie wydarzenie WWE transmitowane na żywo w WWE Network w tych obszarach, ponieważ jego zawartość zostanie przeniesiona do serwisu Netflix w styczniu 2025 roku.

### Rywalizacje
NXT Deadline oferowało walki profesjonalnego wrestlingu z udziałem wrestlerów należących do brandu NXT. Wyreżyserowane rywalizacje (storyline’y) były kreowane podczas cotygodniowych gal WWE NXT. heele (negatywni, źli zawodnicy i najczęściej wrogowie publiki) i face’owie (pozytywni, dobrzy i najczęściej ulubieńcy publiki), którzy rywalizują pomiędzy sobą w seriach walk mających budować napięcie. Kulminacją rywalizacji jest walka wrestlerska lub ich seria.

#### Iron Survivor Challenge mężczyzn i kobiet
6 listopada podczas specjalnego odcinka NXT NXT 2300, Generalna Menadżerka NXT Ava ogłosiła powrót Deadline. Kwalifikacje do Iron Survivor Challenges mężczyzn i kobiet rozpoczęły się na odcinku z 12 listopada. Pierwsze dwa miejsca mężczyzn zostały ustalone w dwóch walkach, w których Wes Lee i Je’Von Evans pokonali odpowiednio Cedrica Alexandra i Lexisa Kinga, podczas gdy pierwsze miejsce kobiet zostało ustalone w walce, w której Sol Ruca pokonała Corę Jade. Następne miejsca zostały ustalone na odcinku z 19 listopada. W przypadku walki mężczyzn, trzecie miejsce zostało ustalone wwalki, w którym jedna połowa NXT Tag Team Championów Nathan Frazer pokonała Eddy’ego Thorpe’a, podczas gdy drugie i trzecie miejsce kobiet zostało ustalone w dwóch walkach, w których Stephanie Vaquer i Zaria pokonały odpowiednio Jaidę Parker z OTM i Wren Sinclair z No Quarter Catch Crew. Czwarte miejsca w walkach mężczyzn i kobiet zostały ustalone w odcinku z 26 listopada, kiedy Ethan Page pokonał połowę NXT Tag Team Championów Axioma, a Giulia pokonała Kelani Jordan. Ostatnie miejsca w obu walkach zostały ustalone podczas odcinka z 3 grudnia w dwóch walkach Last Chance, w których Thorpe pokonał Alexandra, Kinga i Axioma, a Sinclair pokonała Jade, Parker i Jordan.

#### Pojedynek o NXT Championship
Na odcinku NXT z 13 sierpnia, Chase University (Andre Chase i Ridge Holland) pokonali Nathana Frazera i Axioma, zdobywając NXT Tag Team Championship, tylko po to, by 19 dni później stracić tytuły na ich rzecz na No Mercy. Po walce Holland brutalnie zaatakował Chase’a, wracając w tym procesie do heela. Doprowadziło to do Ambulance matchu pomiędzy Chase’em i Hollandem na Halloween Havoc, którą Holland wygrał. Później tej samej nocy, Trick Williams skutecznie obronił NXT Championship przeciwko Ethanowi Page’owi. Po walce Williams został brutalnie zaatakowany zarówno przez Page’a, jak i Hollanda, dopóki członek WWE Hall of Fame Bubba Ray Dudley, z którym Holland skonfrontował się na pre-show, wyszedł, by uratować Williamsa. Na NXT 2300 6 listopada Page i Holland pokonali Dudleya i Williamsa, a Holland przypiął Williamsa. W następnym odcinku, Williams wyzwał Hollanda, ale Chase przerwał mu, mówiąc, że ma niedokończone sprawy z Hollandem. Po tym, jak Holland wszedł na ring, Chase wyzwał Hollanda na walkę, w której jeśli Chase przegra, Chase University będzie zmuszony się rozwiązać. Po początkowej odmowie Chase zmienił zdanie i przyjął, gdy Williams dodał warunek, że zwycięzca wyzwie go o NXT Championship na Deadline. Walka została następnie oficjalnie ogłoszona na następny tydzień, która Holland wygrał, zmuszając Chase University do rozwiązania się i czyniąc walkę o tytuł oficjalną dla Deadline.

#### Pojedynek o NXT Tag Team Championship
Na odcinku NXT z 12 listopada, Generalna Menadżerka NXT, Ava, spotkała się z kilkoma drużynami tag team NXT, stwierdzając, że chce drużyny, która będzie walczyć o NXT Tag Team Championship należące do Nathana Frazera i Axioma. W kolejnych odcinkach różne drużyny tag team NXT toczyły ze sobą bijatyki, które osiągnęły punkt kulminacyjny na odcinku z 26 listopada, kiedy Ava ogłosiła, że w kolejnym odcinku odbędzie się battle royal, w którym zwycięska drużyna wygra walkę o NXT Tag Team Championship na NXT Deadline. Walkę wygrała drużyna No Quarter Catch Crew (Myles Borne i Tavion Heights).

#### Lola Vice vs. Jaida Parker
Do września 2024 roku Jaida Parker i Lola Vice toczyły spór z Fatal Influence (Jacy Jayne, Fallon Henley i Jazmyn Nyx), jednocześnie tocząc spór między sobą. Obie zgodziły się odłożyć swoje różnice na bok, aby połączyć siły przeciwko Jayne i Henley podczas premiery NXT 1 października na The CW, którą przegrały po tym, jak Parker opuściła Vice. Po bójce za kulisami, Generalna Menadżerka NXT Ava ogłosiła, że Parker i Vice zmierzą się w Hardcore matchu na NXT 2300, a była menedżerka ECW Dawn Marie była sędzią specjalnym. Tam Parker pokonała Vice, uderzając ją cegłą. W odcinku z 19 listopada Parker przegrała swoją walkę kwalifikacyjną Iron Survivor po interwencji Vice. W kolejnym odcinku Vice wyzwała Parker na NXT Underground match. W odcinku z 3 grudnia Parker wzięła udział w fatal four-way matchu Last Chance o ostatnie miejsce w Iron Survivor Challenge, ale nie udało jej się wygrać po interwencji Vice, ponieważ między nimi doszło do bójki. Parker następnie przyjęła wyzwanie na NXT Underground match, chcąc, aby walka odbyła się w odcinku tej nocy. Jednak Ava zaplanowała walkę na NXT Deadline.

## Wyniki walk
| Nr                                 | Wyniki | Stypulacje                                                                                         | Czas  |
| ---------------------------------- | --- | -------------------------------------------------------------------------------------------------- | ----- |
| 1                                  | Oba Femi (3) pokonał Wesa Lee (1), Je’Vona Evansa (2), Nathana Frazera (1) i Ethana Page’a (2)               | Męski Iron Survivor Challenge o miano pretendenta do NXT Championship na New Year’s Evil           | 25:00 |
| 2                                  | Lola Vice pokonała Jaidę Parker poprzez techniczne poddanie                                                  | NXT Underground match                                                                              | 11:05 |
| 3                                  | Axiom i Nathan Frazer (c) pokonali No Quarter Catch Crew (Mylesa Borne’a i Taviona Heightsa) poprzez pinfall | Tag team match o NXT Tag Team Championship                                                         | 15:30 |
| 4                                  | Trick Williams (c) pokonał Ridge’a Hollanda poprzez pinfall                                                  | Singles match o NXT Championship                                                                   | 15:50 |
| 5                                  | Giulia (2) pokonała Sol Rucę (1), Stephanie Vaquer (1), Zarię (1) i Wren Sinclair (1)                        | Żeński Iron Survivor Challenge o miano pretendentki do NXT Women’s Championship na New Year’s Evil | 25:00 |
| (c) – mistrz/mistrzyni przed walką | | |       |

### Statystyki męskiego Iron Survivor Challenge’u
- Kolejność wejścia: Je’Von Evans, Wes Lee, Nathan Frazer, Ethan Page, Oba Femi[a]

| Wynik     | Zdobywca punktu | Wrestler przypięty lub poddany | Metoda  | Notki                                                                            | Czas  |
| --------- | --------------- | ------------------------------ | ------- | -------------------------------------------------------------------------------- | ----- |
| 0–0–0–0–1 | Wes Lee         | Je’Von Evans                   | Pinfall | Przypięty ruchem roll-up z swoim nogami na linach                                | 04:51 |
| 0–0–1–0–1 | Nathan Frazer   | Ethan Page                     | Pinfall | Przypięty ruchem small package                                                   | 10:35 |
| 1–0–1–0–1 | Ethan Page      | Nathan Frazer                  | Pinfall | Przypięty ruchem schoolboy                                                       | 12:39 |
| 1–0–1–1–1 | Oba Femi        | Je’Von Evans                   | Pinfall | Przypięty po otrzymaniu European uppercut po tym jak Evans skoczył z górnej liny | 16:13 |
| 1–1–1–1–1 | Je’Von Evans    | Wes Lee                        | Pinfall | Przypięty po otrzymaniu springboard cutter                                       | 18:38 |
| 2–1–1–1–1 | Ethan Page      | Oba Femi                       | Pinfall | Przypięty ruchem schoolboy                                                       | 21:14 |
| 2–2–1–1–1 | Je’Von Evans    | Ethan Page                     | Pinfall | Przypięty ruchem crucifix                                                        | 21:47 |
| 2–2–1–3–1 | Oba Femi        | Nathan Frazer                  | Pinfall | Przypięci po otrzymaniu double chokeslam                                         | 24:47 |
| 2–2–1–3–1 | Oba Femi        | Wes Lee                        | Pinfall | Przypięci po otrzymaniu double chokeslam                                         | 24:47 |
| Zwycięzca | Oba Femi        | —                              | —       | —                                                                                | 25:00 |

### Statystyki żeńskiego Iron Survivor Challenge’u
- Kolejność wejścia: Giulia, Wren Sinclair, Sol Ruca, Zaria, Stephanie Vaquer

| Wynik        | Zdobywczyni punktu | Wrestlerka przypięta lub poddana | Metoda  | Notki                                        | Czas  |
| ------------ | ------------------ | -------------------------------- | ------- | -------------------------------------------- | ----- |
| 1–0–0–0–0    | Giulia             | Wren Sinclair                    | Pinfall | Przypięta po otrzymaniu Northern Lights Bomb | 09:47 |
| 1–1–0–0–0    | Sol Ruca           | Wren Sinclair                    | Pinfall | Przypięta po otrzymaniu Sol Snatcher         | 11:37 |
| 1–1–0–0–1    | Zaria              | Giulia                           | Pinfall | Przypięta po otrzymaniu F-6                  | 17:41 |
| 1–1–1–0–1    | Stephanie Vaquer   | Wren Sinclair                    | Pinfall | Przypięta ruchem victory roll                | 22:35 |
| 1–1–1–1–1    | Wren Sinclair      | Sol Ruca                         | Pinfall | Przypięta ruchem sunset flip                 | 24:20 |
| 2–1–1–1–1    | Giulia             | Zaria                            | Pinfall | Przypięta po otrzymaniu Arrivederci          | 24:51 |
| Zwyciężczyni | Giulia             | —                                | —       | —                                            | 25:00 |